# Nuša Derenda
Nuša Derenda, egentligen Anuška Žnideršič, född 30 mars 1969 i Brežice, Slovenien, dåvarande Jugoslavien, är en slovensk sångare.
Redan som barn sjöng hon i körer, uppträdde solo och spelade dragspel. Efter skolan spelade hon i ett band som hon reste med runtom i Europa. Gruppen upplöstes 1990 och därefter tillbringade hon sju år i en grupp som turnerade flitigt i Europa och blev inbjudna till USA tre gånger. Hon gifte sig med bandmedlemmen Frank 1995. De kunde göra upp emot 150 konserter på ett år. Sedan 1998 har Derenda mestadels arbetat med gruppen Happy Hour och givit ut soloskivor.

## Eurovision Song Contest
1998 skulle hon ha deltagit i EMA  - den slovenska uttagningen till Eurovision Song Contest - men fick tacka nej då hon väntade barn. Hon återvände till tävlingen året efter med Nekaj lepega je v meni som slutade på delad elfteplats av sjutton finalister.
2001 vann hon EMA och fick åka till finalen i Köpenhamn med den dramatiska och technoinspirerade Energy (slovenska: Ne, ni res) med vilken hon i finalen kom på sjunde plats. Det är landets bästa placering i tävlingen. Efter Eurovisionen fick hon uppmärksamhet i flera länder och uppträdde bland annat i Rumänien och Tyskland. 2003 deltog hon åter i EMA och sjöng då Prvič in zadnjič, som kom på andra plats efter Karmen Stavec.
2005 var hon tillbaka i EMA med den dramatiska upptempolåten Noe, Noe, men lyckades inte vinna.

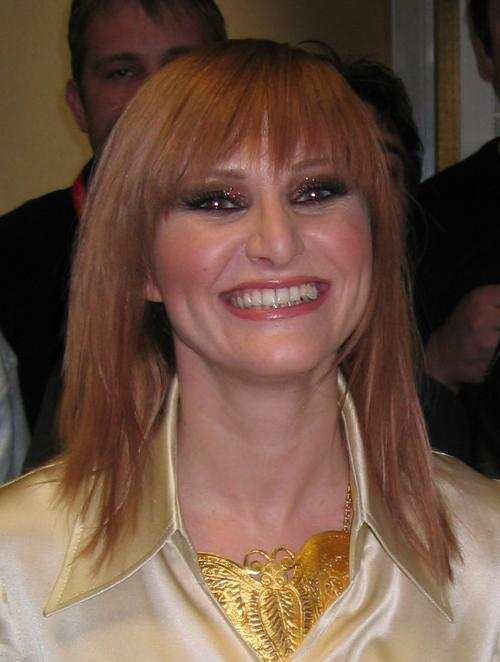
Nuša Derenda, 2006

## Diskografi

### Album
- Vzemi me veter 1999
- Zal 2000
- Festivali 2001
- Na stiri oci 2002
- Najvecje uspesnice (1998 - 2004) 2004
- Nuša za otroke 2005
- Prestiz 2008
- Za stare čase (2013)